# Тейсин (посёлок)
Тейси́н — упразднённый посёлок в Амурском районе Хабаровского края России. Входил в состав Эльбанского городского поселения. Исключён из учётных данных в 2001 году.

## География
Посёлок Тейсин располагался на берегу бухты Олгота озера Болонь, на расстоянии примерно 12 километров (по прямой) к юго-западу от посёлка Эльбан.

## История
По данным на 1995 год в посёлке располагались, амбулатория, ясли-сад, библиотека, 8-ми летняя школа.
Упразднён постановлением Хабаровской краевой Думы Хабаровского края от 27.06.2001 г. № 1299.

## Население
В 1992 году население поселка составляло около 1300 человек.